# 大窑沟

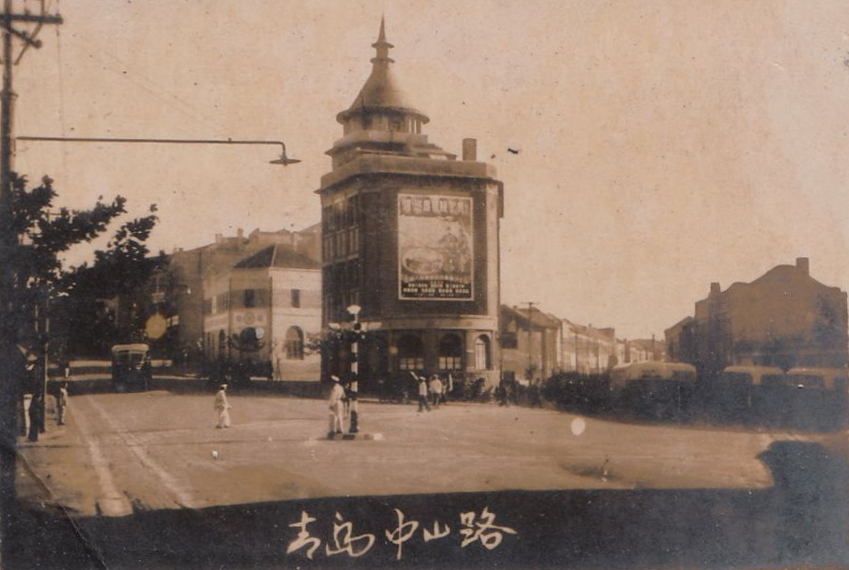
1950年代的大窑沟一带，自路口南望，中间为大窑沟地标，青岛发电所大鲍岛配电所旧址，左侧为中山路，右侧为济南路和大窑沟汽车站

大窑沟位于中国山东省青岛市市北区，是青岛老城区的一个地名，该地名所指为今堂邑路、中山路、市场三路交界口一带的低洼地带。

## 历史

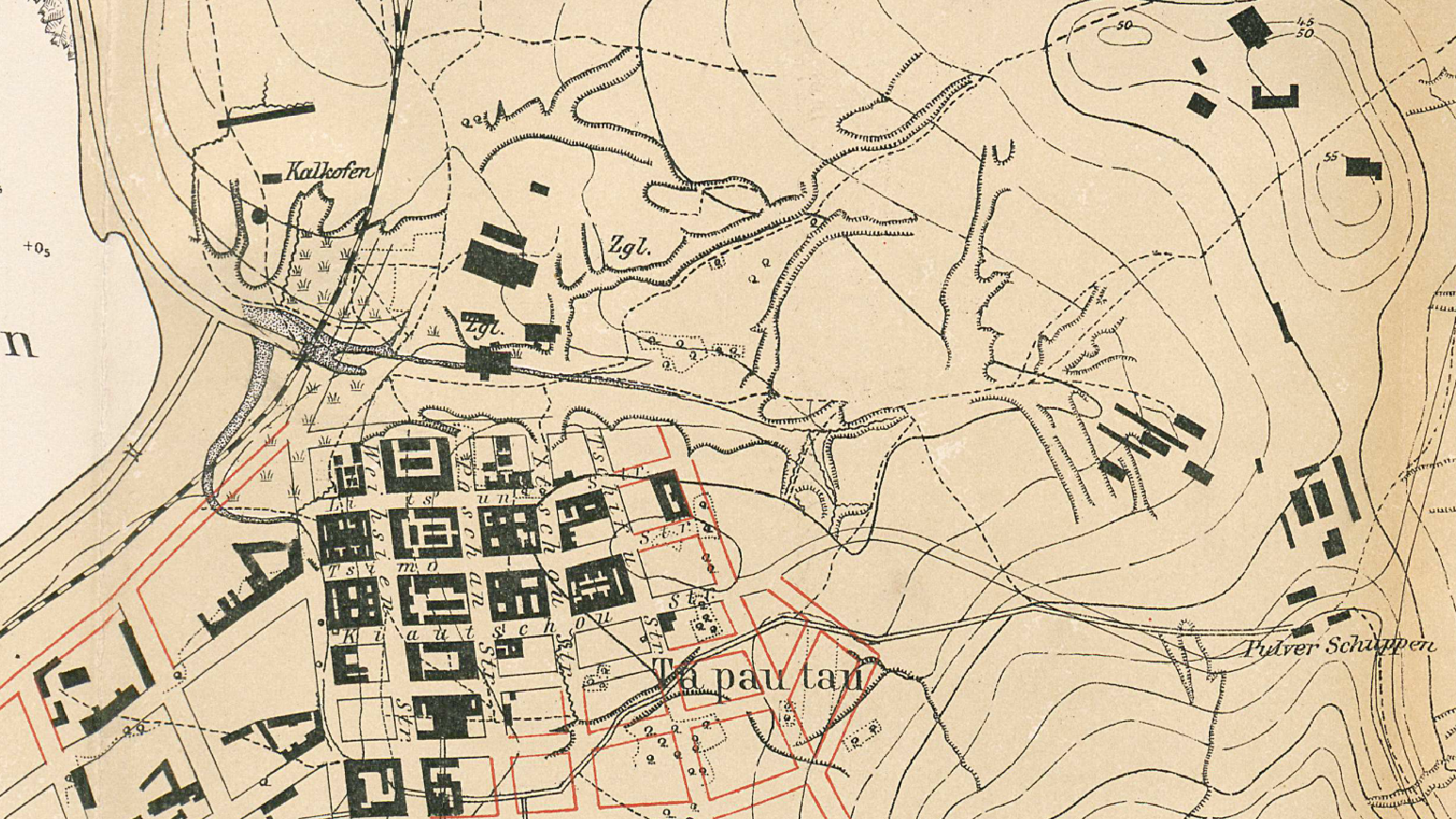
大窑沟（孟家沟）一带地形图，1901年

“大窑沟”一带最初为一条地表径流冲刷形成的沟壑，径流发源于观象山与上海路、济阳路一带高地（曾称为“教会山”），向西流至今小港湾入海。径流所形成沟壑地带东起今上海路南端及市立医院本部院区附近，西至今莘县路小港一路路口，今市场三路为沟底，市场二路、市场一路及东阿路一带为沟北坡，沧口路一带为沟南坡。

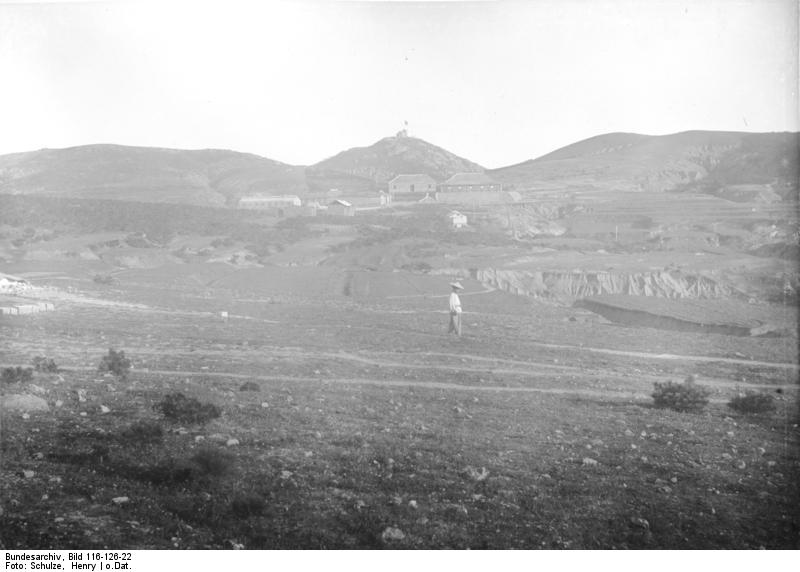
城市建设开始前的孟家沟一带，远处建筑群为孟家沟清军弹药库，中间的山丘为信号山

清末，沟北有一小村落，具体位置在今聊城路夏津路路口西侧附近，村中居民姓孟，因此该沟壑与该村落都被称为“孟家沟”。德国人慕兴立（Heinrich Mootz）所著、1901年出版的《山东德邑村镇誌》（Die Namen der Orte in Deutsch-Schantung）记载该村有居民84人。1892年章高元驻防青岛后，曾在村西南设立一座弹药库。1897年11月14日清晨，100余名德国海军士兵自停泊于马蹄礁附近的鸬鹚号巡洋舰登陆，趁雾占领弹药库和清军广武前营，配合附近其他德军部队一举占领青岛。1900年6月14日，胶澳总督府颁布《德境内外两界章程》，青岛内界分为九区，孟家沟名列其中。

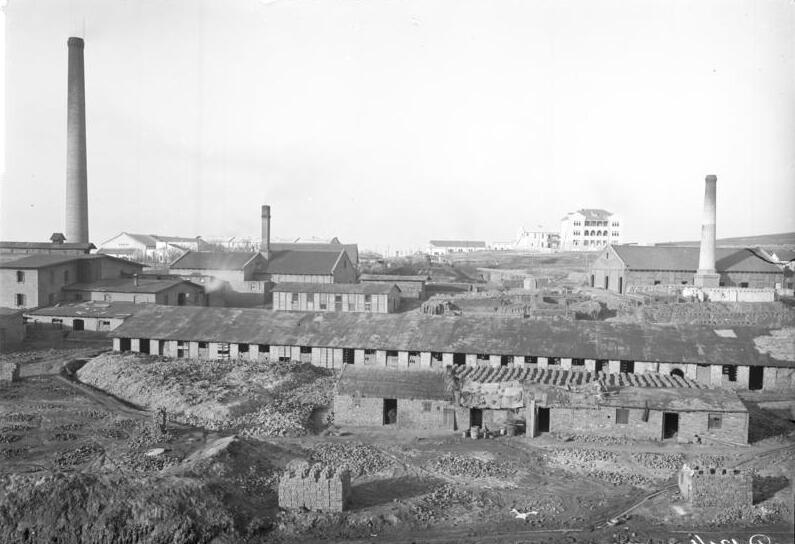
捷成洋行砖瓦厂

1898年末，青岛大规模、有计划的城市建设开始。1899年初，小港在沟壑入海口处开工建设，总督府开挖附近山地，所得土石方用于筑港，孟家沟也被填埋，以便后续城市建设。同年，胶济铁路开始铺轨，铁路穿过孟家沟西侧紧邻小港沿处。1900年，德商捷成洋行（Diederichsen, Jebsen & Co.）在孟家沟村西开设砖瓦厂，为城市建设提供建筑材料，德商德远洋行（R. Kappler & Sohn）也于不久后在捷成洋行砖瓦厂东侧开办砖瓦厂。“大窑沟”之名得名于此。1900至1901年间，总督府拆除孟家沟村，砖瓦厂规模扩大。1906年，大窑沟周边邻近港口处修筑了皇帝街（Kaiserstraße，今堂邑路、馆陶路）、罗尔曼街（Rollmannstraße，今莘县路）、莱希滕街（Rechternstraße，今冠县路）等街道，大窑沟以北以皇帝街为主干道的港埠区（Hafenviertel）街道网络也日渐成型。大窑沟一带被重新规划为商贸街区，部分建筑材料制造商在孤山、海西等地开设了新的砖瓦厂，捷成洋行和德远洋行也曾计划将大窑沟砖瓦厂迁出。
1914年11月日军攻占青岛。1916年初，日本陆军青岛守备军司令部决定在大窑沟一带开辟“新町”作为新的日本商住街区。日本当局将原砖瓦厂拆除，在德占时期原有道路基础上，以中野町（今聊城路）、市场一丁目至市场三丁目（今市场一路至市场三路）为主干道形成商业街区路网，并于1917年至1919年间在捷成洋行砖瓦厂原址上的市场三丁目先后修建了青岛市场和青岛邮便局大楼。大窑沟一带自此逐步成为商业中心。1920年代至1930年代的青岛社会较当时中国其他地区稳定，大窑沟作为中山路商圈、馆陶路洋行金融街区及聊城路日本商业街的交汇处，拥有青岛市内最大的商业市场和邮政大楼，同时邻近港口、地处五条道路交汇处，成为繁华的交通要道。

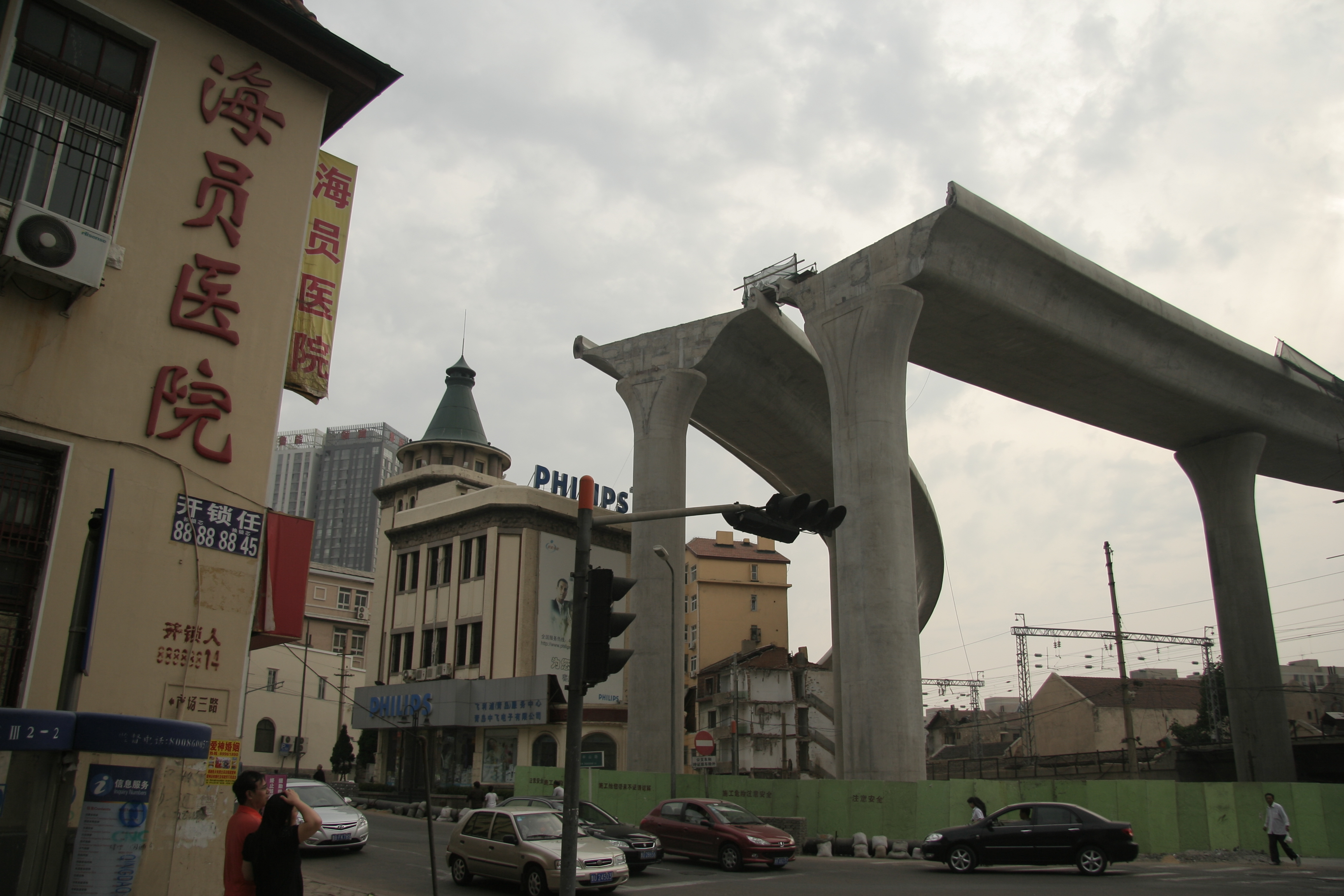
2008年的大窑沟附近，市场三路尚未拆迁，高架桥正在建设

1950年代三大改造以后，由于人民市场、大窑沟邮电局及作为公共交通枢纽的大窑沟汽车站的存在，大窑沟仍为市区重要地带。1980年代，因个体经济的复兴及大窑沟南侧即墨路小商品市场的开设，大窑沟的商业有所复兴。自1984年大窑沟邮电局拆除改造开始，周边旧街区逐步被改造。随着人民市场于1993年12月被拆除、即墨路小商品市场于1997年搬迁至聊城路、大窑沟汽车站撤销，及同期的市中心东迁，大窑沟商业街区日渐衰落。2004年堂邑路西侧因胶济铁路电气化改造而被拆除，2010年4月市场三路南侧因东西快速路三期工程而被拆除改造并修筑高架桥。
现有大窑沟公交车站，位于堂邑路、馆陶路、市场一路路口。

## 周边地标

### 捷成洋行砖瓦厂与德远洋行砖瓦厂

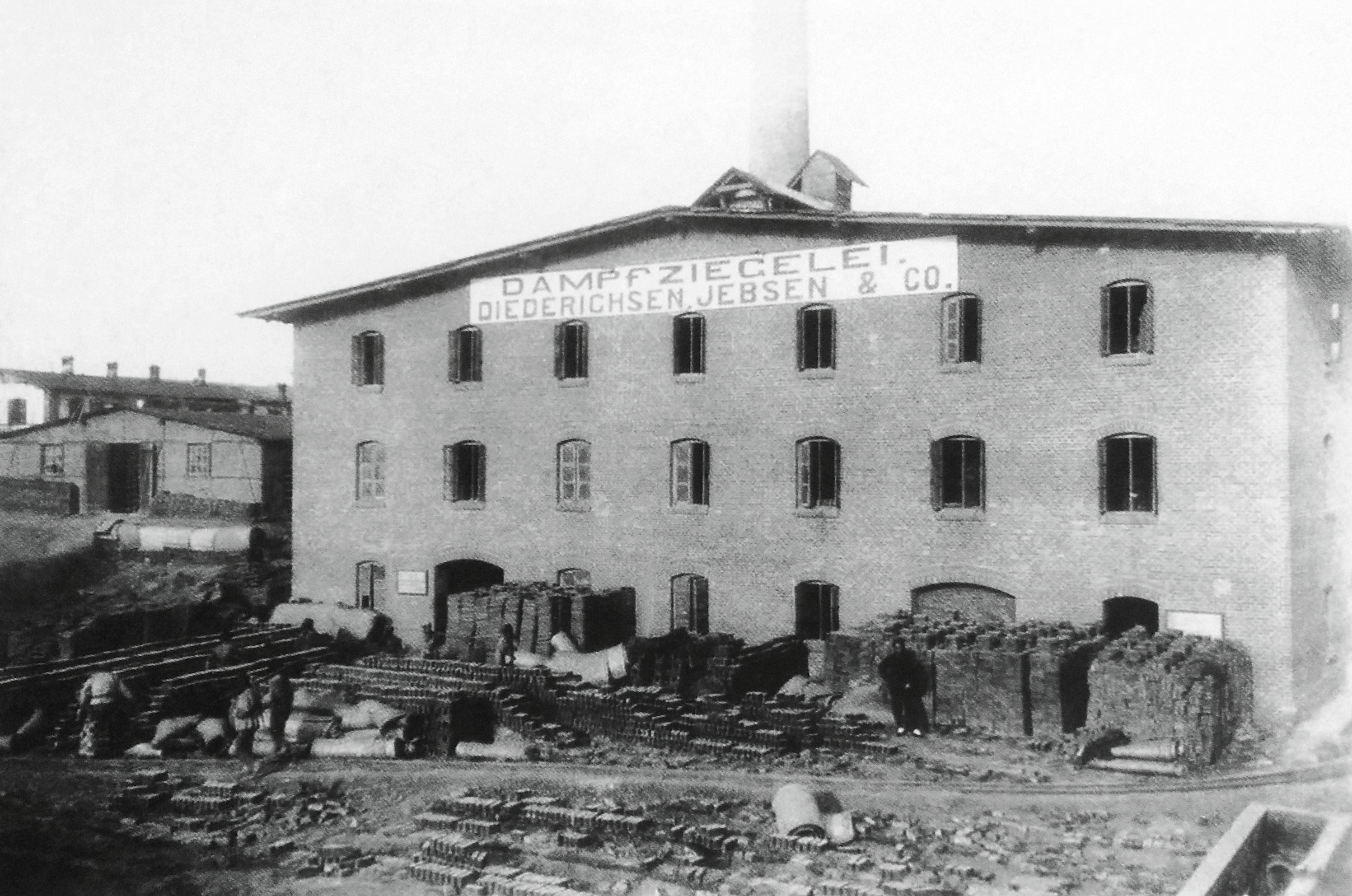
捷成洋行蒸汽砖瓦厂

捷成洋行砖瓦厂约建于1900年，具体位置位于今堂邑路东侧、东阿路南侧、市场三路北侧一带。德远洋行砖瓦厂建于同一时期，为德国商人罗伯特·卡普勒（Robert Kappler）及其子与另一名德国商人施密特（Schmidt）合伙创办，仅数年后施密特退出合作，砖瓦厂具体位置位于今博平路临清路路口以东、原第三公园一带。这两座砖瓦厂是青岛德占时期规模最大的砖瓦厂，直至2000年代初，两厂所烧制的红瓦仍可见于老城区许多老建筑屋顶之上。1914年后工厂被日本当局没收，并在其后几年的城市建设中被拆除。

### 青岛发电所大鲍岛配电所旧址

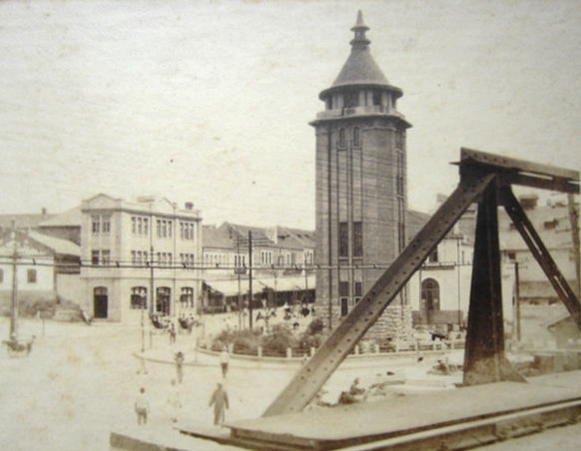
自大窑沟铁路桥眺望中山路北端

青岛发电所大鲍岛配电所旧址又称胶澳商埠电汽事务所旧址，俗称“尖尖楼”，位于大窑沟南侧、中山路北端的中山路216号，约建于1921年。因其高塔状的建筑体高耸醒目，该建筑自建成后便是大窑沟的地标性建筑，如今也是大窑沟仅存的地标。现为山东省文物保护单位。

### 大窑沟邮电局

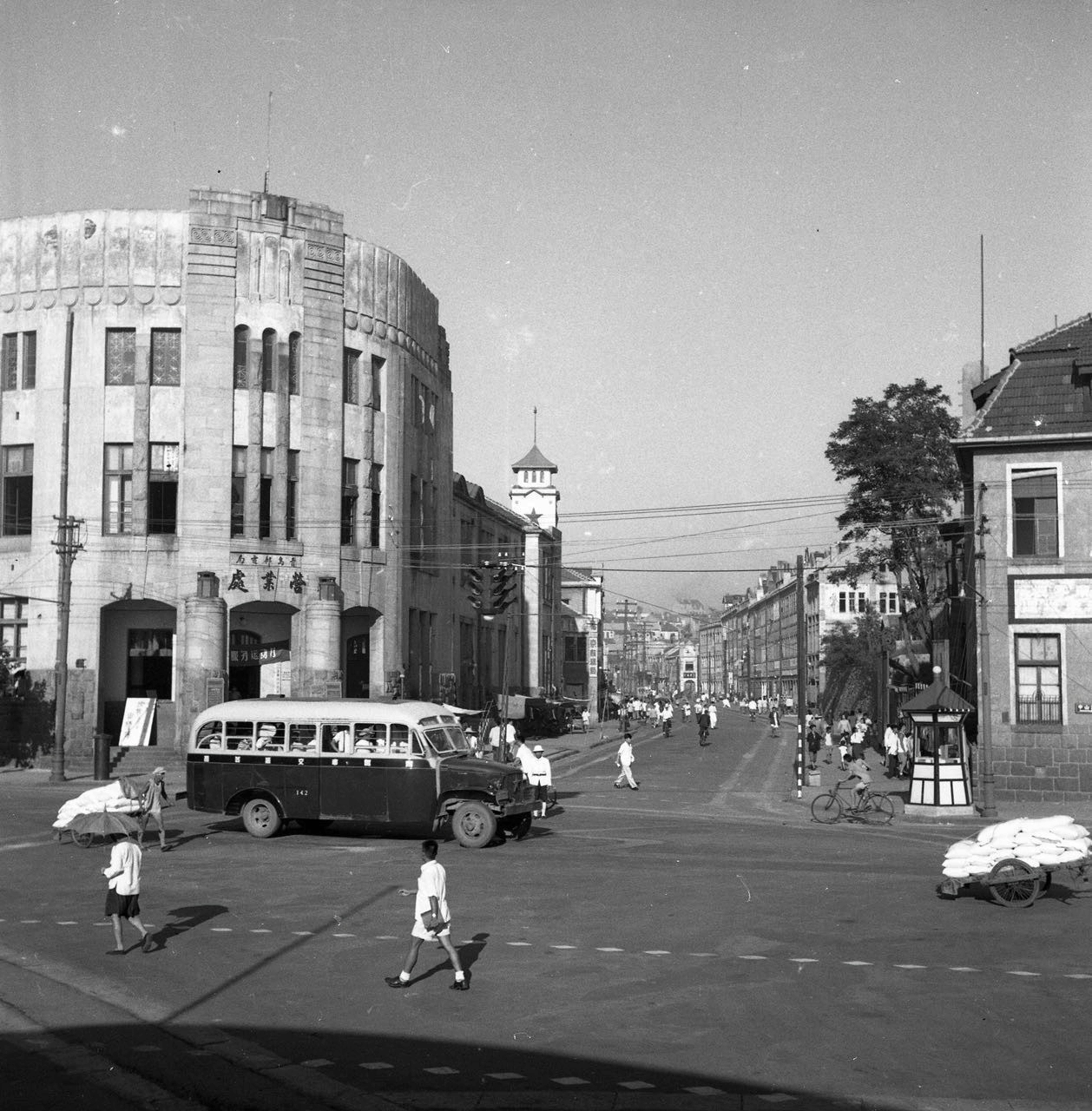
1950年代的市场三路西端，左侧为大窑沟邮电局，远处的塔楼为人民市场

青岛邮便局大楼又称大窑沟邮电局、堂邑路邮电局，建于1918-1919年，自建成至拆除始终是青岛市区内最大的邮政机构建筑兼市级邮政邮电机构的所在地。1984年拆除改造，以建设新的邮政枢纽楼。

### 人民市场
青岛市场建于1917-1918年，1922年后称公立市场，又称劝业场，1951年后改称人民市场，曾长期为青岛市区内重要的商业市场。1993年爆破拆除，以建设人民商厦（今银河金星大厦）。

### 大窑沟铁路桥
胶济铁路大窑沟铁路桥建于1899年，位于大窑沟西侧、市场三路西端与小港一路的交界处，桥墩为石砌，桥体为钢结构。2006年胶济铁路改造时拆除重建为混凝土结构铁路桥。

### 大窑沟汽车站
大窑沟汽车站位于济南路北端紧靠铁路桥处。自民国时期大窑沟便是青岛公共汽车线路的枢纽站。2010年原车站建筑拆除。

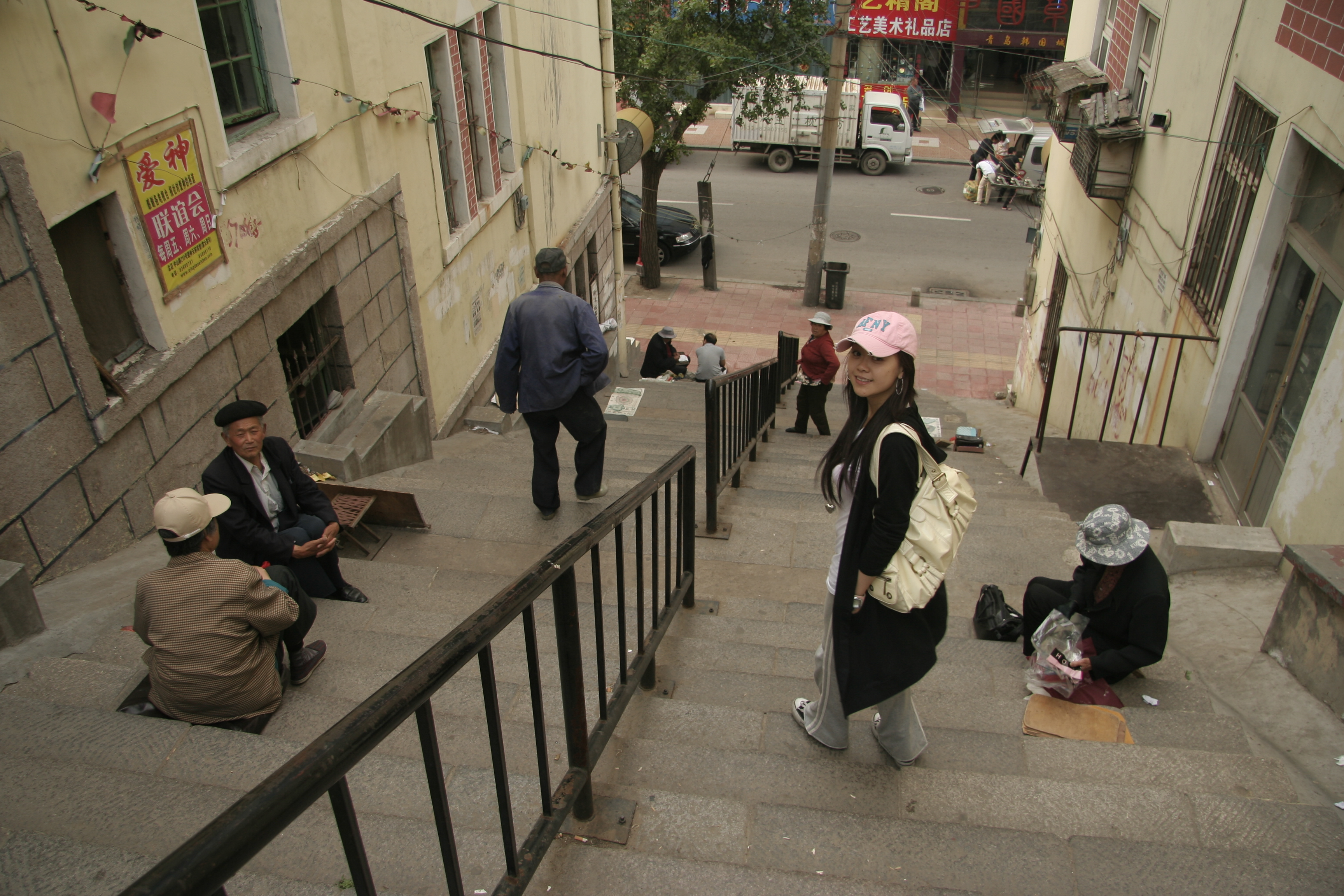
自博山路通往市场三路的石阶

### 沧口路大台阶
沧口路大台阶为连接沧口路与市场三路的三座大石阶，约建于1910年代末至1920年代，因两条路之间有20米高差（靠南的沧口路一侧较高）而以石阶连接。三座石阶自西向东分别为博山路北端向北延伸至市场三路市场正门对面、易州路北端向北延伸至市场三路、芝罘路北端向东北延伸至市场三路阳谷路路口。其中易州路北端的台阶有砖墙与屋顶包围覆盖，坊间所传“青岛道路三大怪”之“马路盖在房子里”即指该石阶。三座石阶曾为中山路一带与大窑沟之间的交通要道。2010年4月，三座石阶连同周边街区一并被拆除。